# Bukkake

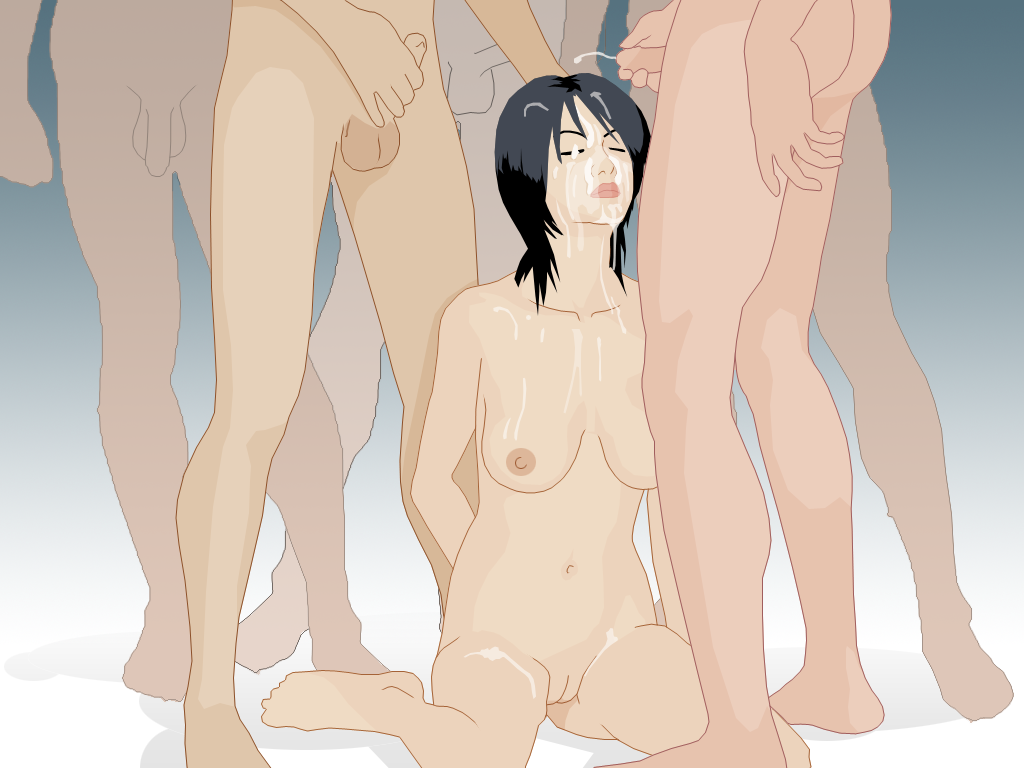
Illustration av Bukkake.

Bukkake (japanska: ぶっかけ, "plaskning") är en sexuell akt, vanligen förekommande i pornografiska sammanhang med rötter i japansk pornografi. Själva akten går ut på att flera män samtidigt eller i följd ejakulerar över ansiktet och/eller i munnen på en kvinna, men ibland även en man. Ofta utförs denna akt genom att männen som ska/kommer ejakulera står i ring eller samling runt en människa som står på knä, och således har huvudet i höjd med männens könsorgan. 
Bukkake-trenden i den japanska porrindustrin har vuxit stadigt sedan slutet av 1980-talet, och det spekuleras att detta är på grund av att det har varit förbjudet att visa penetrering i bild. De närbilder av penetration som är vanliga i europeisk och amerikansk pornografi, där penis och/eller fingrar samt ibland även leksaker och obskyra objekt stoppas in i de olika kroppsöppningarna, vanligast vagina, anus eller mun, gick därför inte att visa om pornografin skulle vara laglig. De japanska filmmakarna blev därför tvungna att hitta nya, bildmässigt tilltalande sätt att visa sexhandlingar. 

## Etymologi
Bukkake är substantiv till det japanska verbet bukkakeru (ぶっ掛ける, plaska eller rinna), och betyder ungefär "stort stänk". Det sammansatta verbet kan delas upp i ett prefix och ett verb: butsu (ぶつ) och kakeru (掛ける). Butsu är prefixet och är härledd från verbet "buchi", vilket ordagrant betyder "att träffa". Kakeru i den här kontexten syftar på rinna eller skvätta.

## Historia

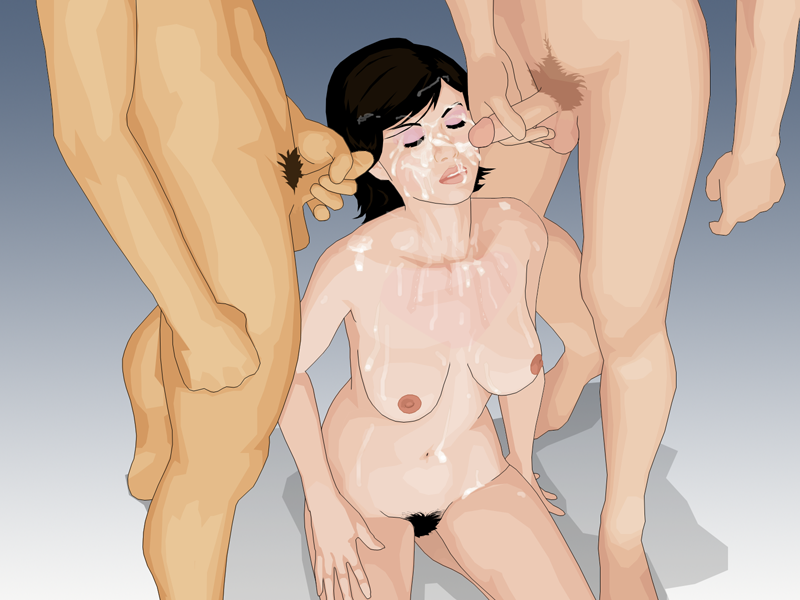
Närbild på bukkake.

Tillkomsten inom pornografigenren tillskrivs filmmakaren Kazuhiko Matsumoto. Det går dock inte att bevisa bukkakes begynnelse eller vilka som utförde det först då sexuella handlingar ofta har varit tabu eller inte har tecknats ner genom tidens gång. Och även om det går att diskutera vem som skapade den första filmen eller bilderna så är det nästan omöjligt att veta mer än när bukkake fördes in i populärkulturen och pornografin. På grund av detta brukar folk hänvisa till dessa filmer och skapare som skapandet av själva akten, och inte bara filmen i sig. Det är riktigt att bukkake blev mycket mer utbrett och känt då det först togs upp i film men det går inte på något sätt bevisa att de var först med att utföra just bukkake, eller ens skapa akten / namnet, på grund av bristande bevis. 
Den tyska filmserien German Goo Girls sägs vara den film som spridit bukkake till den europeiska pornografimarknaden, och har därefter spridit sig vidare.
Senare skapades även filmer som innehöll så kallade lesbisk bukkake, som utgår från samma princip med skillnad att det är kvinnor som ejakulerar över en ensam människa, oftast genom att få så kallade fontänorgasmer. Den första filmen som visade denna akt var Lesbian Bukkake 1 regisserad av Ashley Blue.